# Szabó Benő
Szabó Benő (1822 körül – Győr, 1889. február 1.) jogi doktor, ügyvéd, járásbíró, Komárom vármegye táblabírája.

## Életpályája
Városi törvényszéki tanácsos volt Győrben, ahol 1889. február 1-jén hunyt el, 67. életévében. 1889. február 3-án a győri belvárosi temetőben, a római katolikus egyház szertartásai szerint temették el.
1885-ben, nyugalmazását követően nemesség adományozására terjesztették fel.

## Művei
- Az oláhok eredetéről és polgári állásukról. Győr, 1865.
- A szepesi szászok. Ugyanott, 1866.[3]
- Az erdélyi szászok. Ugyanott,  1867.[4]
- A magyar polgári anyagi magánjog összeállítása. Ugyanott, 1869.[5]

Műveire a Magyar Katolikus Lexikon három cikkében hivatkozik.